# Manuel Riva
George Emanuel Călin, mult mai cunoscut după numele de scenă Manuel Riva, este un DJ și producător muzical român.

## Carieră muzicală
Manuel Riva și-a început cariera muzicală cu trupa Demmo, alături de Anamaria Ferentz și Vik. Împreună au lansat patru albume: „Pentru inima ta”, „Trei”, „Ding Dang Dong” și „Cântecul meu”. În 2008 a lansat trupa Deepcentral alături de Doru Todoruț. Cei doi au două albume lansate de către casa de discuri Universal Music România: „Deepcentral” (2009) și „O stea” (2013). Manuel Riva este co-autorul piesei „Gura ta”, interpretată de Delia și Deepcentral, devenită cea mai populară melodie pe radiourile și televiziunile muzicale în anul 2016, conform Media Forest.
Manuel Riva este construit ca fiind un alter ego al DJ-ului. Deși este în industria muzicală încă din anul 2000, a început acest proiect în 2016, iar pe parcursul a doi ani a lansat nu mai puțin de 14 piese și 14 remixuri. Manuel Riva este, de asemenea, producătorul imnului oficial al clubului NOA din Cluj-Napoca – „We Are One”. Una dintre colaborările sale, „Close the Deal” (cu Optick și Eneli), o melodie deep house cu influențe progressive, a atras atenția DJ-ului olandez Tiësto. Acesta a redat-o într-unul din episoadele show-ului său de radio Club Life.
În februarie 2016, Manuel Riva a lansat alături de Eneli piesa „Mhm Mhm”. Single-ul fost difuzat în heavy-rotation la toate posturile de radio importante din România și a urcat direct pe locul 3 în Billboard Dance/Club Chart din Statele Unite. „Mhm Mhm” a fost pe primul loc în topul căutărilor pe aplicația Shazam în țări precum Bulgaria, Cipru, Republica Moldova, Lituania sau Armenia. Succesul piesei i-a adus o nominalizare pentru Best Romanian Act la MTV Europe Music Awards 2016. În noiembrie, acesta a lansat „Hey Now”. Versurile piesei sunt cântate de Luise, iar videoclipul acesteia, filmat în Londra, a strâns peste 9,1 milioane de vizualizări pe YouTube.
După succesul de care s-a bucurat cu „Mhm Mhm” și „Hey Now”, Manuel Riva a lansat în 2017 „Resolution”, „Saturday Night, Man”, în colaborare cu Hyptonix, „Treehouse” (feat. Waleed) și „Kiyomi”, piese mixate sau incluse în podcasturile unor DJ renumiți precum Sam Feldt, Oliver Heldens, Ummet Ozcan sau Cosmic Gate. În cadrul Media Music Awards 2017, Manuel Riva a fost desemnat „cel mai bun DJ”. Tot în 2017, a deschis festivalul Untold pe main stage.
În 2018 a colaborat cu Alexandra Stan, alături de care a lansat în martie single-ul „Miami”. Compus chiar de el în 2016, single-ul i-a fost prezentat Alexandrei Stan abia în vara lui 2017. Potrivit DJ-ului, piesa nu este despre „Miami ca oraș, ci despre libertate, un loc care îți dă un vibe”. Tot el completa: „Este despre eliberare și despre exprimare fără bariere lingvistice, etnice, religioase sau sexuale. Cred că oamenii pur și simplu sunt/există, iar etichetele nu fac nimic altceva decât să ne limiteze”. După ce a fost săptămâni întregi în Billboard charts, „Miami” a devenit imnul oficial al festivalului Neversea din Constanța.

## Discografie
| Titlu                                   | An   |
| --------------------------------------- | ---- |
| „How You Say” (feat. Hyptonix)          | 2015 |
| „Wrong or Right” (feat. Eneli)          | 2015 |
| „We Are One” (feat. Eneli)              | 2016 |
| „Mhm Mhm” (feat. Eneli)                 | 2016 |
| „Close the Deal” (feat. Optick & Eneli) | 2016 |
| „We Own the Night” (feat. Onuc & Luise) | 2016 |
| „Hey Now”                               | 2016 |
| „Resolution”                            | 2017 |
| „Saturday Night, Man” (feat. Hyptonix)  | 2017 |
| „Treehouse” (feat. Waleed)              | 2017 |
| „Kiyomi”                                | 2017 |
| „Sacred Touch” (feat. Misha Miller)     | 2017 |
| „Jupiter Sun”                           | 2017 |
| „Ravin'” (feat. Robert Konstantin)      | 2017 |
| „The Wall” (feat. Robert Konstantin)    | 2017 |
| „Miami” (feat. Alexandra Stan)          | 2018 |
| "What Mama Said" (feat. Misha Miller    | 2019 |